# Pierreuse
Pierreuse is een buurt (sous-quartier) van Luik, deel uitmakend van Luik-Centrum.
De buurt bevindt zich ten noorden van het Paleis van de Prins-bisschoppen tegen de helling naar het Haspengouws Plateau.
De belangrijkste straat is de Rue Pierreuse, die langs de voet van de heuvel loopt waarop zich de Citadel van Luik bevindt.

## Geschiedenis
Deze Rue Pierreuse was vanaf de 8e eeuw een belangrijke verbindingsroute van Luik naar Tongeren. De sterk hellende weg had te lijden van wateroverlast en men wierp stenen op de weg om het verkeer gaande te houden. Toen in de 10e eeuw, door Notger, de eerste stadsmuur werd aangelegd, zorgden steengroeven achter het prins-bisschoppelijk paleis voor de productie van de vereiste materialen. Tegenwoordig zijn daar de Terrasses des Minimes, een wandelgebied.
In de 2e helft van de 19e eeuw, toen de industrialisatie voortschreed, werd de Pierreuse een volkswijk. Uitbreidingen van het Paleis van Justitie en van het Station Luik-Sint-Lambertus, in de 2e helft van de 20e eeuw, hebben het zuidelijk deel van de buurt aangetast.